# Oreina collucens
Oreina collucens là một loài bọ cánh cứng trong họ Chrysomelidae. Loài này được Daniel miêu tả khoa học năm 1903.